# Boston Red Sox
Die Boston Red Sox (Boston Rote Socken) sind eine US-amerikanische Major-League-Baseball-Mannschaft aus Boston, Massachusetts. Sie spielen derzeit in der Eastern Division der American League. Der Verein trägt seine Heimspiele im Stadion „Fenway Park“ aus und hat eine treue Anhängerschaft. Obwohl die Fanbasis am stärksten im Nordosten der Vereinigten Staaten ist, gibt es eine große Anzahl von Fans, die in den gesamten USA verstreut anzufinden ist, was ihr den Namen „Red Sox Nation“ einbrachte.

## Geschichte

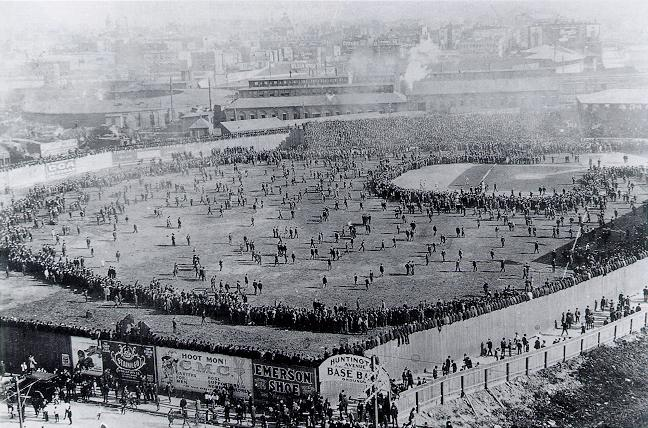
Das alte Bostoner Stadion Huntington Avenue Grounds in der World Series 1903

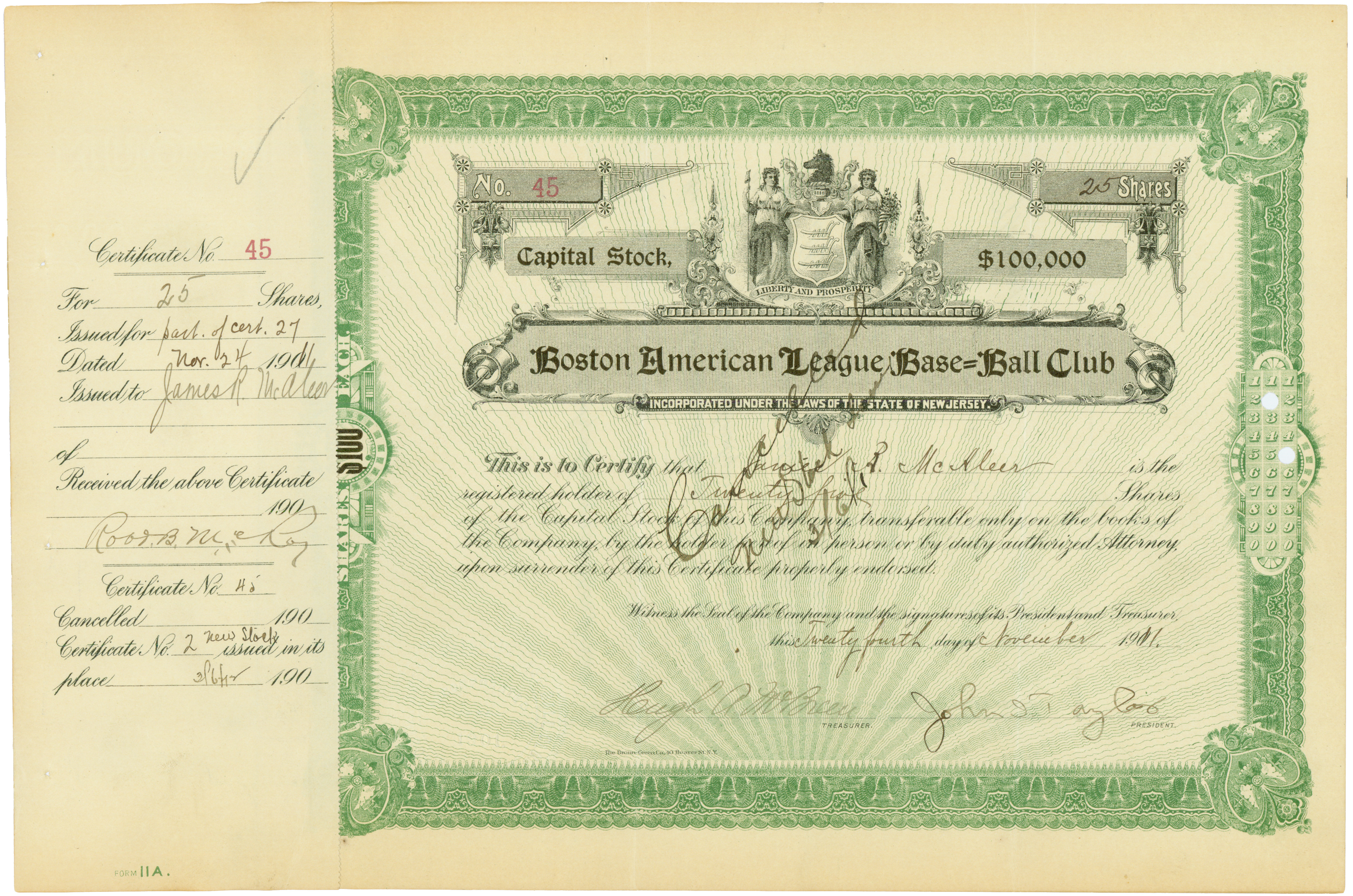
Aktie des Boston American League Base-Ball Club vom 25. November 1911

Das Team wurde 1893 in Toledo im Bundesstaat Ohio gegründet und zog 1900 nach Boston. 1901 und 1902 spielten sie unter dem Namen Boston Americans (bezugnehmend auf die American League). Von 1903 bis 1906 spielten sie unter dem Namen Boston Pilgrims. Sie wurde in dieser Zeit auch The Bostons oder schlicht Boston Baseball Club genannt. Erst im Jahr 1907 erhielten die Red Sox ihren offiziellen Namen. 1912 wurde das bis heute genutzte Stadion „Fenway Park“ in der Bostoner Innenstadt eingeweiht. 1904 wurde das Stadion zum ersten Mal erwähnt.
Bis 1920 waren die Red Sox das erfolgreichste Team in den beiden Major Leagues. Von 1903 bis 1918 gewannen sie fünfmal die World Series. 1919 begann der damalige Eigentümer Harry Frazee einige der besten Spieler an die New York Yankees zu verkaufen. Am bedeutendsten war der Verkauf Anfang 1920 von George Herman „Babe“ Ruth, auch „Bambino“ genannt und gemeinhin als bester Baseballspieler aller Zeiten anerkannt. Seit besagter Transaktion hat sich die Geschichte der beiden Vereine dramatisch verändert.

### Fluch des Bambino

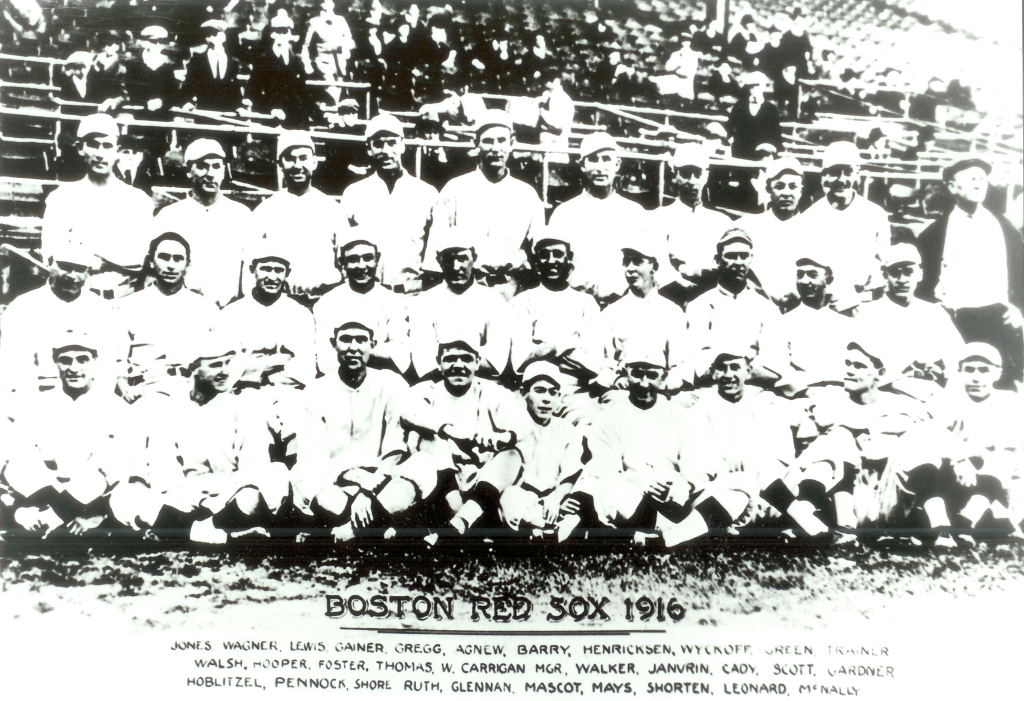
Red Sox 1916, in der erfolgreichsten Zeit der Mannschaft

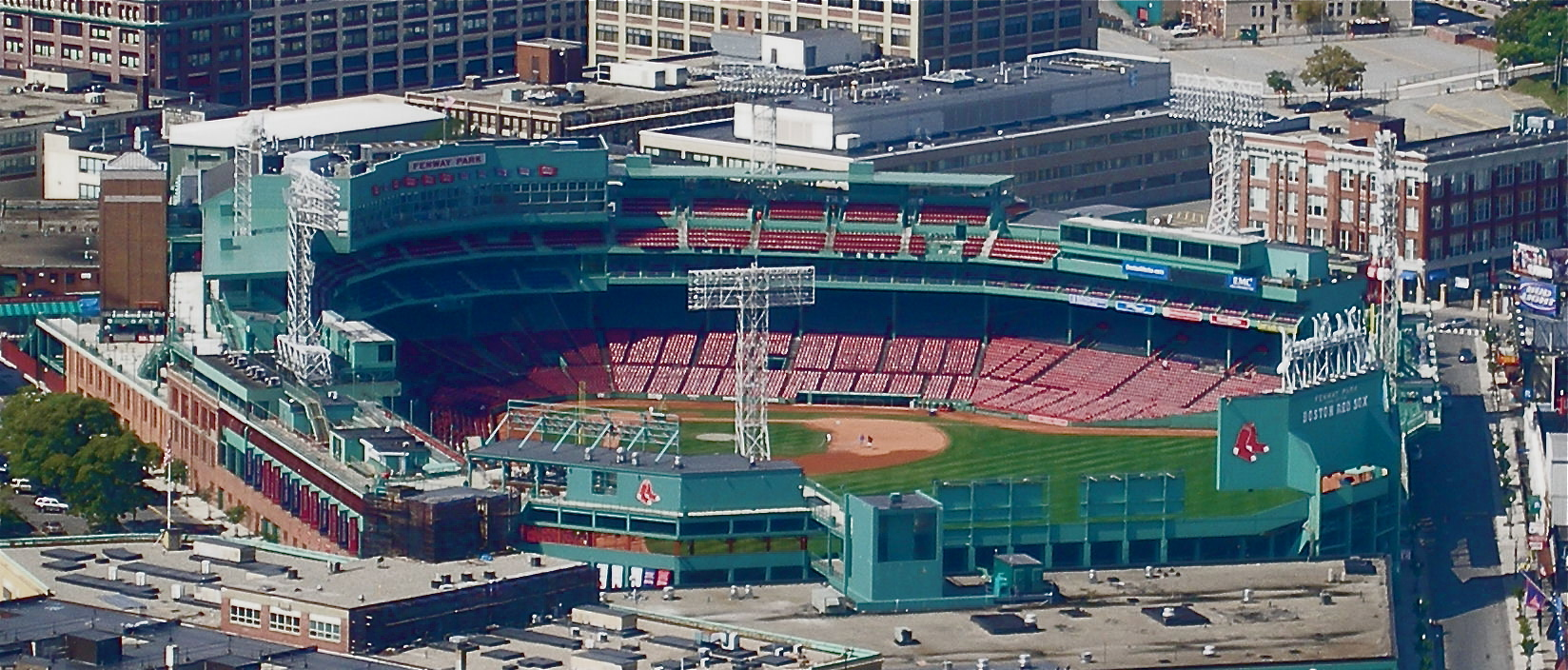
Fenway Park in Boston, das Stadion der Red Sox

Der sogenannte Fluch des Bambino (Curse of the Bambino) wurde zum Schlagwort für das angeblich glücklose Schicksal der Red Sox. Der Ausdruck wurde nach Ruths Spitznamen gebildet. Rückblickend auf die Geschichte des Franchises seit 1920 wurde dieser Begriff zur Vermarktung von Büchern und Fernsehsendungen geläufig.
Sicher ist, dass Boston die Titel 1915, 1916 und 1918 mit Hilfe von Ruth gewann, wohingegen die Yankees noch nicht in der World Series spielten. Nach dem Verkauf von Ruth an die Yankees gewann deren Mannschaft in den nächsten Jahrzehnten 26-mal die World Series, wohingegen die Red Sox erst 2004 wieder den Titel holten. Allerdings war Ruth nicht der einzige Spieler, der verkauft wurde und 1921 wurde auch der Trainer der Red Sox von den Yankees übernommen.
Die Legende begründet sich vor allem auf die Ereignisse und Missgeschicke, die dazu führten, dass die Red Sox mehrmals die World Series verloren oder den Einzug in die Playoffs verpassten:
- 1949 – Um in die World Series einzuziehen, mussten die Red Sox nur eines ihrer zwei verbleibenden Spiele gegen die Yankees gewinnen, verloren aber beide ironischerweise unter der Führung von Trainer Joe McCarthy, dem Trainer, der den Yankees davor schon siebenmal zum World-Series-Titel verholfen hatte.

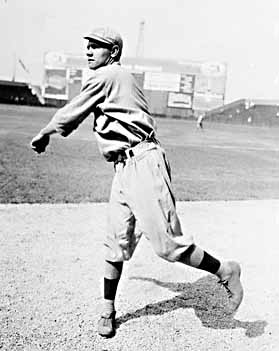
George Herman „Babe“ Ruth 1914 bei den Red Sox

- 1975 – In der World Series 1975 trafen die Red Sox auf die Cincinnati Reds, deren damaliger Spitzname „The Big Red Machine“ ihre Erfolge der 1970er Jahre unterstreicht. Luis Tiant gewann die Spiele 1 und 4, aber nach fünf Spielen lagen die Red Sox mit 2 zu 3 Spielen zurück. Es folgte Spiel 6 in Boston, ein Spiel, das als eines der größten, wenn nicht das größte Spiel der Baseball-Playoff-Geschichte gilt. Ein 3:6-Rückstand wurde durch einen Drei-Punkte-Home Run von Bernie Carbo im 8. Inning ausgeglichen. Am Ende des 12. Innings schlug Carlton Fisk einen langen Ball in Richtung des Leftfield-Pfostens über dem Green Monster. Carlton Fisk winkte mit den Armen, als könne er den Ball so auf die richtige Seite des Pfostens lenken. Der Ball landete auf der Spielfeldseite des Pfostens und sicherte den Red Sox den 7:6-Sieg. Die Red Sox verloren aber Spiel 7 in Boston am 22. Oktober vor 35.205 Zuschauern trotz eines frühen 3:0-Vorsprungs mit 3:4 und verpassten erneut den Gewinn der World Series.

- 1978 – Die Red Sox schienen auf dem besten Weg, die Playoffs zu erreichen. Nach einer dramatischen Aufholjagd waren die Yankees bis zum Saisonfinale gleichgezogen und es musste ein Entscheidungsspiel in Boston darüber entscheiden, wer in die Playoffs durfte. Die Red Sox führten in den späten Innings 2:0, als Bucky Dent, einer der schwächsten Spieler der Yankees, einen 3-Run-Homerun erzielte und somit das Spiel für die Yankees entschied.

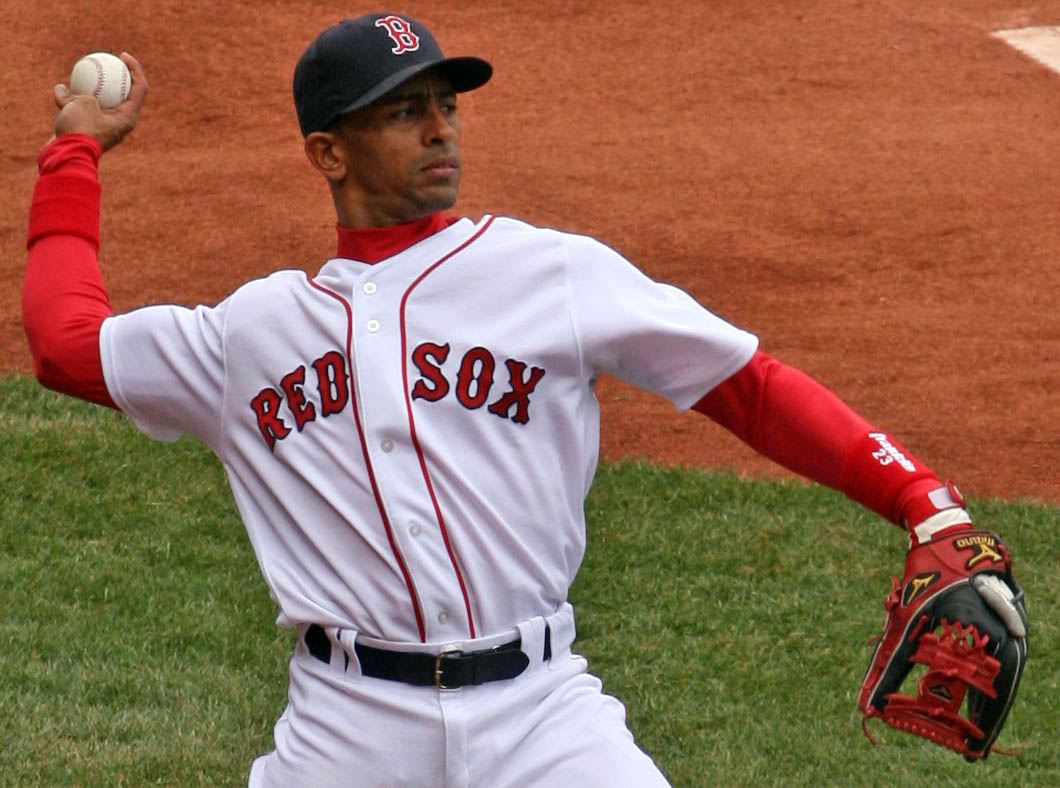
Julio Lugo im Trikot der Red Sox

- 1986 – Die Red Sox spielten in der World Series 1986 gegen die New York Mets und führten mit drei zu zwei Spielen. Im sechsten Spiel verspielten die Red Sox ihre 2-Punkte-Führung in der zweiten Hälfte des 9. Innings und erlaubten den Mets gleichzuziehen. Im 10. Inning punkteten die Mets durch einen langsamen Groundball, der unter dem Handschuh und zwischen den Beinen von Firstbaseman Bill Buckner hindurchrollte. Dadurch wurde ein entscheidendes Spiel 7 notwendig, in dem die Red Sox wieder einmal ihre Führung von diesmal drei Runs verspielten.

Im Februar 2002 kauften John Henry und Tom Werner die Boston Red Sox, Fenway Park und 82 % eines regionalen Sportsenders für 660 Millionen US-Dollar. Gleichzeitig übernahmen sie Verbindlichkeiten, die sich auf über 400 Millionen US-Dollar beliefen. Das stellte einen neuen Rekord für den Kauf eines Major-League-Baseball-Teams dar. Theo Epstein wurde mit 28 Jahren der jüngste General Manager in den Major Leagues. Zusammen schafften sie es, innerhalb der nächsten zwei Jahre eine Mannschaft aus Superstars zusammenzustellen. Gleichzeitig wurden die Red Sox das Team mit der zweithöchsten Gehaltsliste hinter den Yankees.
- 2003 – Die American League Championship Series zwischen den alten Rivalen aus Boston und New York stand 3:3 und die Red Sox führten 5:2 im 8. Inning in Spiel 7. Boston-Coach Grady Little entschied sich, Werfer Pedro Martínez im Spiel zu lassen, obwohl es eindeutige Zeichen seiner Ermüdung gab. Den Yankees gelang es gleichzuziehen und im 11. Inning schaffte es Aaron Boone, den entscheidenden Homerun zu erzielen. Wieder, genau wie 1978, war es einer der weniger starken Yankeespieler, der mit einem Schlag die Träume der Red Sox Nation auf das Erreichen der World Series 2003 zerstörte.

Fans vollzogen abergläubische Handlungen, um diesen Fluch zu brechen. Neben dem Verbrennen von verschiedenen Gegenständen gehörte dazu unter anderem auch die Platzierung eines Red Sox Caps auf der Spitze des Mount Everest. Es gab auch die Mär, dass man auf dem Spielfeld im Bostoner Fenway Park zur Mitsommersonnenwende genau über der Home Plate (dem letzten Mal, welches erreicht werden muss, um einen Punkt zu erzielen) den alten Vertrag verbrennen müsste, mit welchem Babe Ruth seinerzeit verkauft worden war.
Endgültig gilt der Fluch als gebrochen, seitdem die Red Sox 2004 die World Series gewannen. Ob der Vertrag von Ruth 2004 verbrannt wurde, ist nicht bekannt.

### World Series-Gewinne 2004 und 2007

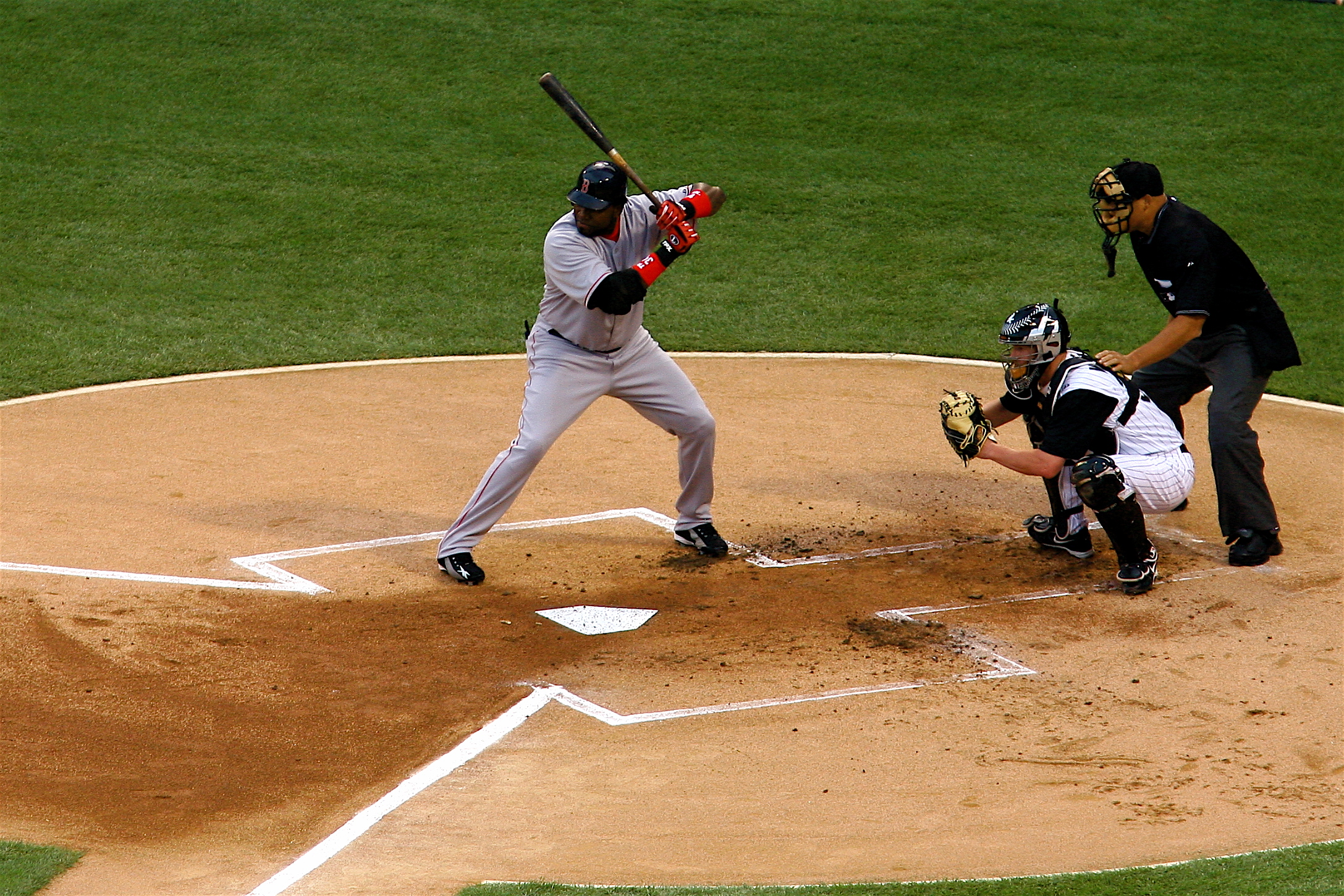
David Ortiz (Mitte) 2006

Nach der 2003 American League Championship Series gegen die Yankees entschied man sich, Gradys Vertrag nicht zu verlängern, und heuerte Terry Francona an. Epstein konnte im Winter Curt Schilling als Werfer verpflichten. Es gelang ihm aber nicht, Alex Rodríguez zu verpflichten. Rodriguez galt derzeit als bester Spieler der Welt und wurde kurz darauf ironischerweise von den Yankees gekauft.
Am Ende der Saison 2004 waren die Red Sox drei Spiele hinter den Yankees in der American League East, konnten aber trotzdem die Teilnahme an den Playoffs durch die Wild Card der American League sichern. In der ersten Runde schlugen sie dort die Anaheim Angels in drei Spielen. Daraufhin folgte ein erneutes Treffen mit den New York Yankees. Die Red Sox verloren die ersten drei Spiele der Serie und lagen in Spiel 4 im 9. Inning mit 3:4 zurück. Den Red Sox gelang etwas, das sonst immer nur ihren Gegner vorbehalten war: Sie zogen gleich und gewannen mit Hilfe eines 2-Run-Homeruns von David Ortiz im 12. Inning 6:4. Den Abend darauf holten sie erneut einen Rückstand auf und gewannen im 14. Inning 5:4. Curt Schilling gewann das sechste Spiel für die Red Sox. Er hatte sich gegen Anaheim am Knöchel verletzt und spielte unter starken Schmerzen; da er sich nur einer notdürftigen Operation unterzogen hatte, fing sein Knöchel an zu bluten und sein Strumpf wurde rot. Die Red Sox gewannen das entscheidende Spiel 7 10:3 und zogen in die World Series ein. Es ist bis heute das einzige Mal in der Geschichte der Major League Baseball, dass ein Team einen Rückstand von drei Spielen aufholte und – zusammen mit den vier anschließenden Spielen der World Series – acht Spiele in Folge gewann. Schnell wurde dieses Comeback als das beste seiner Art in der Geschichte des professionell organisierten Sportes in den Vereinigten Staaten gefeiert.
Der Gegner der Red Sox in der World Series 2004 waren die St. Louis Cardinals. Sie waren es auch, die die Red Sox in den World Series 1946 und 1967 geschlagen hatten. Allerdings nahmen die Red Sox auch diese, eher mentale, Hürde und gewannen in vier Spielen ihren ersten Titel seit 86 Jahren. Am 30. Oktober veranstaltete die Stadt Boston eine Parade, zu der trotz Regenwetters über drei Millionen Menschen erschienen. Als eine von nur wenigen Mannschaften überhaupt wurden die Red Sox nach dem Gewinn der Meisterschaft von der Zeitschrift Sports Illustrated zum Sportler des Jahres gewählt.
In der darauffolgenden Saison (2005) verloren die Red Sox als amtierende Meister in der ersten Runde der Playoffs mit drei von drei Spielen gegen die Chicago White Sox (ein so genannter sweep oder auch clean sweep für die White Sox). 2006 wurde gar nur der dritte Divisionsplatz erreicht und damit die Postseason verpasst.
2007 hingegen gewannen die Red Sox die World Series mit einem 4:0-Erfolg gegen die Colorado Rockies, nachdem sie zuvor die Los Angeles Angels of Anaheim mit 3:0 und die Cleveland Indians mit 4:3 schlagen konnten.

### Seit 2008
2008 konnten die Red Sox ihren Titel erneut nicht verteidigen. Sie erreichten in der AL East hinter den Rays die Wild Card und damit die Postseason und konnten gegen die Los Angeles Angels ungefährdet die American League Championship Series erreichen, unterlagen dort aber den Tampa Bay Rays in sieben Partien.
2009 wurde die Postseason hinter den Yankees ebenfalls über die Wild Card-Regelung erreicht, dort endete die Spielzeit jedoch mit einer klaren 0:3-Niederlage gegen die Los Angeles Angels of Anaheim.
In der Spielzeit 2010 mussten sich die Sox nach einer Reihe von Verletzungen wichtiger Spieler sowohl den Yankees als auch den Rays in der Division geschlagen geben und verpassten so zum ersten Mal seit 2006 die Postseason.
2011 wurde im letzten Saisonmonat trotz einer Führung mit neun Spielen der sicher geglaubte Postseason-Platz durch nur sieben Siege bei 20 Niederlagen zur großen Enttäuschung der Anhänger noch verspielt, was zur Trennung vom langjährigen Manager Terry Francona führte.

### World Series 2013

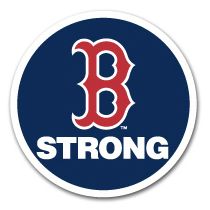
Emblem der Boston Red Sox zu Ehren der Opfer des Anschlags auf den Boston-Marathon

Nachdem die RedSox die Saison 2012 als Tabellenletzter der AL East Division abschlossen, schlossen sie die Saison 2013 unter dem neuen Manager John Farrell, dem früheren Pitching Coach, mit 97 Siegen zu 65 Niederlagen ab. Das war das beste Ergebnis der gesamten American League und sicherte ihnen das Heimrecht in den jeweils ersten Spielen der Postseason. In der AL Division Series besiegten die Red Sox die Tampa Bay Rays mit 3–1 und gewannen durch ein 4–2 über die Detroit Tigers die AL Championship. Am 30. Oktober 2013 feierte das Team im Fenway Park im 6. Spiel der World Series 2013 den 8. Titelgewinn. Sie gewannen die Serie 4–2 gegen die St. Louis Cardinals, denselben Gegner wie schon in den World Series 2004.

Für die Boston Red Sox war das Erreichen der World Series besonders emotional, da die Stadt Boston vom Anschlag auf den Boston-Marathon wenige Monate zuvor traumatisiert war. Bei Heimspielen der Red Sox war im Rasen des Fenway Park das Muster „B Strong“ (Boston Strong, dt.: „so stark wie die Stadt Boston“; gleichzeitig aber auch Be Strong, dt.: „Sei stark“) gemäht, mit dem die Stadt Boston ihre Verbundenheit mit den Opfern zeigte.

### Platzierungen seit 2010
| American League East 2010–2024 |            |            |            |            |            |            |
| Jahr | 1.         | 2.         | 3.         | 4.         | 5.         | Postseason |
| 2010 | TB (7.0)   | NYY (6.0)  | 89 – 73    | TOR (4.0)  | BAL (23.0) | ––         |
| 2011 | NYY (7.0)  | TB (1.0)   | 90 – 72    | TOR (9.0)  | BAL (21.0) | ––         |
| 2012 | NYY (26.0) | BAL (24.0) | TB (21.0)  | TOR (4.0)  | 69 – 93    | ––         |
| 2013 | 97 – 65    | TB (6.0)   | BAL (12.0) | NYY (12.0) | TOR (23.0) | WSC        |
| 2014 | BAL (25.0) | NYY (13.0) | TOR (12.0) | TB (6.0)   | 71 – 91    | ––         |
| 2015 | TOR (15.0) | NYY (9.0)  | BAL (3.0)  | TB (2.0)   | 78 – 84    | ––         |
| 2016 | 93 – 69    | TOR (4.0)  | BAL (4.0)  | NYY (9.0)  | TB (25.0)  | ALDS       |
| 2017 | 93 – 69    | NYY (2.0)  | TB (13.0)  | TOR (17.0) | BAL (18.0) | ALDS       |
| 2018 | 108 – 54   | NYY (8.0)  | TB (18.0)  | TOR (35.0) | BAL (61.0) | WSC        |
| 2019 | NYY (19.0) | TB (12.0)  | 84 – 78    | TOR (36.0) | BAL (49.0) | ––         |
| 2020: Aufgrund der COVID-19-Pandemie wurde die Saison auf 60 Spiele verkürzt. Das Postseason-Feld wurde auf acht Teams erweitert und die Wildcard-Runde wurde zu einer Best-of-Three-Serie. |            |            |            |            |            |            |
| 2020 | TB (16.0)  | NYY (9.0)  | TOR (8.0)  | BAL (1.0)  | 24 – 36    | ––         |
| 2021 | TB (8.0)   | 92 – 70    | NYY (0.0)  | TOR (1.0)  | BAL (40.0) | ALCS       |
| 2022 | NYY (21.0) | TOR (14.0) | TB (8.0)   | BAL (5.0)  | 78 – 84    | ––         |
| 2023 | BAL (23.0) | TB (21.0)  | TOR (11.0) | NYY (4.0)  | 78 – 84    | ––         |
| 2024 | NYY (13.0) | BAL (10.0) | 81 – 81    | TB (1.0)   | TOR (7.0)  | ––         |

Die farbig unterlegten Zellen beschreiben das eigene Abschneiden in der AL East, die Zahlen in Klammern die Abstände zu den anderen Teams am Ende der Saison.
WC = Wild Card, ALDS = AL Division Series erreicht, ALCS = AL Championship Series erreicht, AL = AL Pennant (World Series verloren), WSC = World Series Champion

## Nicht mehr vergebene Nummern

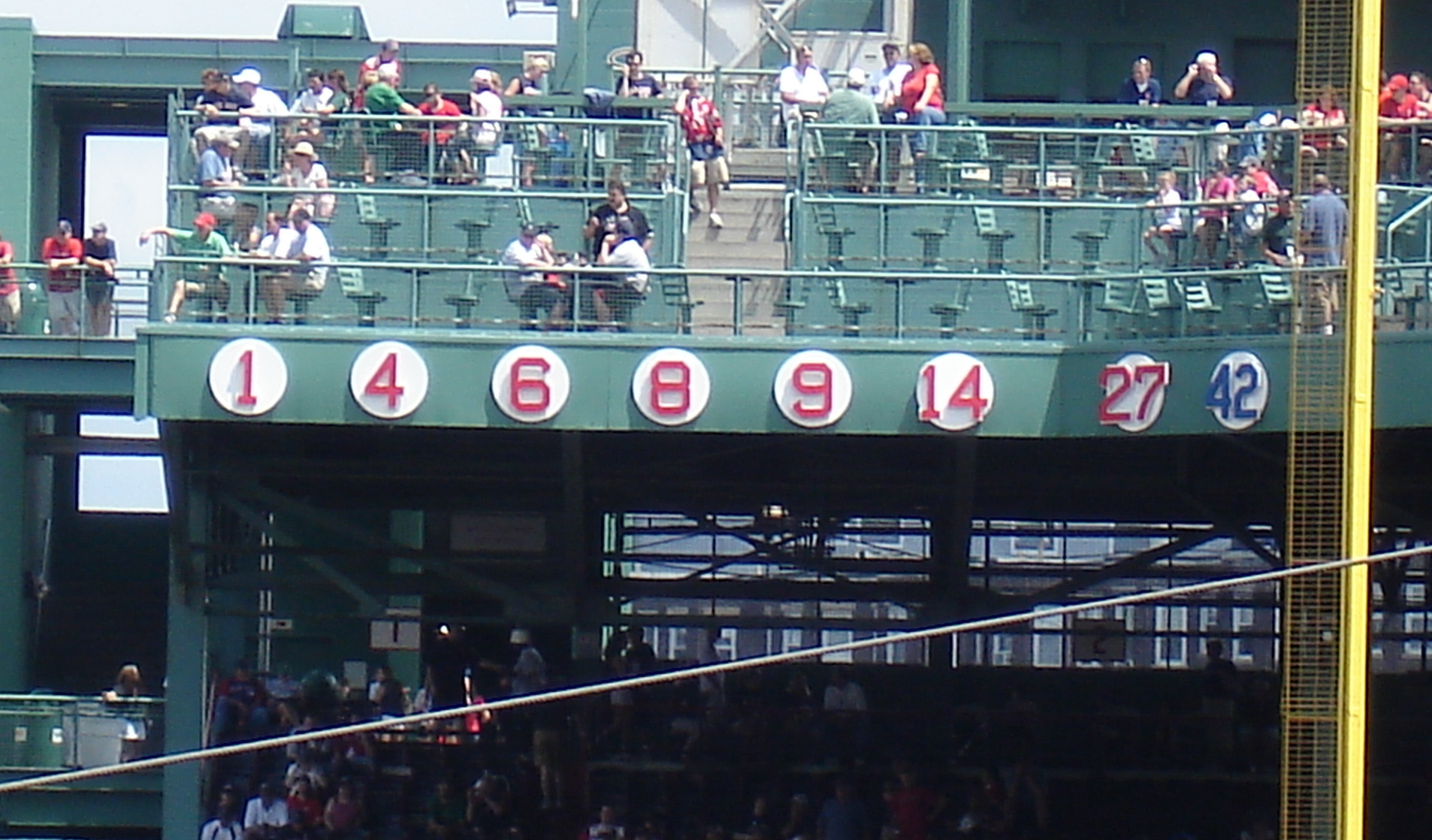
Fenway Park: Nicht mehr vergebene Nummern der Red Sox (Stand 2009)

| Bobby Doerr 2B Coach Nicht mehr vergeben seit 1988 | Joe Cronin SS Mgr, GM Nicht mehr vergeben seit 1984 | Johnny Pesky SS, 3B Mgr, Coach Nicht mehr vergeben seit 2008 | Carl Yastrzemski LF, 1B, DH Nicht mehr vergeben seit 1989 | Ted Williams LF Nicht mehr vergeben seit 1984 | Jim Rice LF, DH Coach Nicht mehr vergeben seit 2009 | Wade Boggs 3B Nicht mehr vergeben seit 2016 | Carlton Fisk C Nicht mehr vergeben seit 2000 | 34 David Ortiz DH, 1B Nicht mehr vergeben seit 2017 | 45 Pedro Martinez P Nicht mehr vergeben seit 2015 | Jackie Robinson - Geehrt 1997 |

## Minor-League-Teams der Boston Red Sox
- AAA:Worcester Red Sox, Worcester, Massachusetts
- AA:Portland Sea Dogs, Portland, Maine
- High-A:Greenville Drive, Greenville, South Carolina
- Low-A:Salem Red Sox, Salem, Virginia
- Rookie:Florida Complex League Red Sox, Fort Myers, Florida
- Rookie:Dominican Summer League Red Sox Blue, Dominikanische Republik
- Rookie:Dominican Summer League Red Sox Red, Dominikanische Republik

## Nicknames der Boston Red Sox in der Major League
Nach der Saison 1907 bekamen die Red Sox ihren heutigen Nickname. Seit ihrer Gründung 1901 hatte das Team aus Boston keine andere Bezeichnung. Die meisten Zeitungen titulierten sie als The Bostons oder als Americans, da Boston eine Stadt mit zwei Major-League-Teams war. Früher gebrauchte Bezeichnungen wie Boston Pilgrims, Boston Puritans, Plymouth Rocks oder Somersets nach dem Besitzer der Red Sox lassen sich nach dem heutigen Stand der Forschung nicht aufrechterhalten.